# Jonathan Tseng
Jonathan Tseng, pseudonimo di Tseng Sheng-guang (曾聖光T, Zēng ShèngguāngP; Ji'an, 12 settembre 1997 – Kreminna, 2 novembre 2022), è stato un militare taiwanese.
Ormai veterano nell'esercito taiwanese, si è offerto volontario per unirsi alla Legione internazionale di difesa territoriale dell'Ucraina ed è stato il primo soldato dell'Asia orientale ad essere ucciso sul campo durante la guerra russo-ucraina.

## Biografia
Tseng è nato in una famiglia indigena taiwanese della tribù Sakizaya, nella contea di Hualien nell'est di Taiwan.
Dopo aver trascorso l'infanzia in Belize, i suoi genitori divorziarono e la madre lo riportò in madrepatria. Tornato a Taiwan, egli conosceva l'inglese, lo spagnolo, l'amis e il mandarino taiwanese. Data la sua bravura nelle lingue straniere, Tseng fu scelto per rappresentare la sua scuola superiore in una competizione di lingua inglese, guadagnandosi il secondo posto.

### Carriera militare e morte
Tseng si è arruolato nell'esercito nel 2016, dopo essersi diplomato alla scuola superiore, e ha servito per 5 anni in un battaglione corazzato e nel 2° Dipartimento Logistico del Comando della Difesa di Huadong, raggiungendo il grado di caporale. È stato congedato con onore nel 2021.
Il 19 giugno 2022, si è unito come volontario alla Legione internazionale di difesa territoriale dell'Ucraina per combattere contro l'invasione russa. All'inizio di settembre, è entrato nel battaglione Karpatska Sich, ex divisione mobile di polizia per operazioni speciali del Ministero degli affari interni che è stata riformata come 49º Battaglione di Fanteria delle Forze armate dell'Ucraina.
Il 23 ottobre, la truppa di fanteria leggera di Tseng è stata assegnata dal fronte di Lyman, nell'oblast' di Donec'k, al fronte di Kreminna, nell'oblast' di Luhans'k. Nei giorni successivi, l'unità ha conquistato tre posizioni e mantenuto la linea del fronte in attesa delle forze principali per nove giorni. Il 1 novembre, i bombardamenti aerei hanno colpito duramente Tseng e i suoi compagni con una forte esplosione. Il giorno successivo, dopo aver coperto la ritirata di tre colleghi sotto assedio dell'artiglieria russa e dei carri armati, Tseng ha subito un trauma cranico e una frattura alla gamba sinistra per via di un colpo di mortaio. È morto dissanguato poche ore più tardi, diventando il primo soldato dell'Asia orientale ad essere ucciso in campo durante il conflitto. Anche il compagno di Tseng, il cecchino australiano Trevor Kjeldal (soprannominato Ninja), è stato ucciso pochi giorni più tardi da un attacco di mortai nella stessa battaglia. Un altro amico di Tseng, un volontario giapponese nella Legione Straniera Ucraina e collega nel 49º Battaglione di Fanteria, soprannominato Dobure (ドブレ), ha pubblicato online alcune foto in onore di Tseng, con la didascalia: "Sii mio amico nella prossima vita". Anch'egli è stato ucciso in azione il 9 novembre.
Il presidente della Commissione per gli affari esteri del Parlamento Ucraino, Oleksandr Merežko, il vicecomandante del battaglione Ruslan Andrijko e il leader della truppa di fanteria leggera, soprannominato Boris, hanno reso omaggio a Tseng e a Taiwan. La madre di Tseng ha trovato conforto dicendo: "Sapere che, negli ultimi istanti della sua vita, Sheng-guang stava combattendo insieme a un gruppo di coraggiosi guerrieri, che si sostenevano a vicenda e che erano uniti nella vita e nella morte, anche se sono afflitta, mi dà molta consolazione".
Il 11 novembre 2022, una band amatoriale taiwanese chiamata Fun Chi Band (放志樂團) ha pubblicato una canzone e un video musicale per commemorare lo spirito di Tseng nella sua lotta per la democrazia e la libertà in Ucraina.
In una cerimonia di commiato, tenutasi il 15 novembre a Leopoli, la famiglia di Tseng ha ricevuto l'onore di una bandiera nazionale ucraina con una medaglia, l'emblema del suo battaglione e una baionetta russa in riconoscimento del suo sacrificio. Il 4 dicembre, il ministro del Consiglio dei popoli indigeni di Taiwan, Icyang Parod, ha conferito loro il più alto riconoscimento indigeno, la Medaglia Professionale di Prima Classe, a titolo postumo.
Il 28 aprile 2023, il presidente Volodymyr Zelens'kyj ha emesso il Decreto n. 246 che conferisce l'Ordine per il Coraggio di terza classe a diciannove sottufficiali e soldati, inclusi Tseng e Trevor, per il loro sacrificio nell'adempimento del dovere militare.

## Vita privata
Tseng è nato in una famiglia cristiana protestante ed era associato alla Chiesa presbiteriana di Taiwan. Inoltre, era sposato e aveva un figlio. Dopo la sua morte, sua moglie ha continuato a lavorare a Taoyuan per mantenersi.